# Han Qianshaodi
Han Qianshaodi was keizer van China van 188 v.Chr. tot 184 v.Chr., uit de Han-dynastie. Zijn persoonlijke naam was Liu Gong. Hij was een zoon, waarschijnlijk de oudste, van Han Huidi en een concubine. Er zijn echter ook theorieën die stellen dat Keizerin Zhang hem geadopteerd had en zijn moeder had gedood, met de hulp van Keizerin-weduwe Lu.
Heel weinig is bekend over zijn leven en persoonlijkheid. Maar een paar belangrijke gebeurtenissen zijn bekend, zelfs zijn geboortedatum is niet bekend. In 188 v.Chr. stierf zijn vader Han Huidi, waarna hij, terwijl hij op dat moment waarschijnlijk al kroonprins was, zijn vader opvolgde. Zijn moeder Keizerin-weduwe Lu, en diens clan, de Lu clan, hadden openlijk macht over alle staatszaken.
Iets voor, of in 184 v.Chr., kreeg Han Qianshaodi, het idee dat Keizerin Zhang niet echt zijn moeder was en dat Keizerin-weduwe Zhang zijn moeder vermoord had. Hij maakte de opmerking dat als hij opgegroeid was, Keizerin-weduwe Zhang zou boeten. Groot Keizerin-weduwe Lu hoorde dit en liet hem in het geheim opsluiten in het paleis, en deed tegenover iedereen alsof hij ernstige ziek was en niemand kon ontvangen. Na een tijdje zei ze tegen een aantal ambtenaren dat hij blijvend ziek was geworden en dat hij niet meer in staat was te regeren, en dat hij ook psychoses leed. Ze stelde voor dat hij afgezet en vervangen zou worden. De ambtenaren gingen akkoord met haar wensen en Han Qianshaodi werd afgezet en gedood. Hierop plaatse Groot Keizerin-weduwe Lu zijn broer, Liu Yi op de troon, die zijn naam veranderde i Liu Hong, en de troon besteeg als Han Houshaodi.
Qianshaodi, die meer gezien wordt als een pion van Groot Keizerin-weduwe Lu, is vaak weggelaten van de officiële keizerslijsten.